# اصیل‌ها (فصل ۳)
اصیل‌ها، یک دارم ماورایی یک ساعته محصول امریکاست. این مجموعه در ۱۱ ژانویه ۲۰۱۵ برای سوم فصل توسط سی دابلیو تمدید شد. این فصل از ۸اکتبر ۲۰۱۵ به نمایش درآمد.

## بازیگران

### بازیگران اصلی
- جوزف مورگان درنقش نیکلاوس مایکلسون
- دنیل گیلیز درنقش الایژا مایکلسون
- فیبی تانکین درنقش هیلی مارشال
- چارلز مایکل دیویس درنقش مارسل جرارد
- لیه پایپس درنقش کمیل اوکانل
- دنیل کمبل درنقش دوینا کلر
- یوسف گیتوود درنقش وینسنت گریفیت
- رایلی ولکل درنقش فریا مایکلسون

| - کلر هالت درنقش ربکا مایکلسون - ناتائیل بازولیک درنقش کول مایکلسون - ربکا بریدز درنقش آرورا د مارتل - الیور اکلند درنقش تریستین د مارتل - اندرو لیز درنقش لوشن کسل - تریسی ایفیچور درنقش آیا - جیسون دوهرینگ درنقش کاراگاه ویل کینی - نیتن پارسونز درنقش جکسون کنر - کاسپر زافر درنقش فین مایکلسون - استیون کروگر درنقش جاشوا روسزا | - پاول وسلی درنقش استفن سالواتوره نکته:نیمه ی قبل از قسمت ۱۴ از فصل سوم را در خاطرات‌خون‌آشام به نمایش گذاشته شده . - زک روئریگ در نقش مت داناوان |

- نینا دوبرو در نقش تاتیا
- استفنی کلوف درنقش الکسیس
- لارنس کاو درنقش ون گوین
- هیلی رم درنقش اریان
- میسی ریچاردسون-سلرز درنقش ایوا سینکلر/ ربکا مایکلسون
- دبرا مونی درنقش مری دوماس
- جیلن موردر نقش موهیندر
- ربکا بلامهاگن درنقش مدیسون
- لسلی -ان هاف درنقش راینا کروز
- مت کدنو درنقش گسپر کورتز

نکات:
لیه پایپس تا قسمت 19 در سریال حضور دارد.
دنیل کمبل تا قسمت 21 در سریال حضور دارد

## قسمت‌ها
| شماره در سریال | شماره در فصل | عنوان                                  | کارگردان       | نویسنده                            | تاریخ پخش      | کد تولید | بینندگان در امریکا (میلیون) |
| -------------- | ------------ | -------------------------------------- | -------------- | ---------------------------------- | -------------- | -------- | --------------------------- |
| ۴۵             | ۱            | «برای هزارسال بعد»                     | لنس اندرسون    | مایکل ناردوسی                      | ۸ اکتبر ۲۰۱۵   | 3J5301   | 0.89                        |
| ۴۶             | ۲            | «تو ماه را به دار زدی»                 | جفری هانت      | کارینا ادلی مکنزی                  | ۱۵ اکتبر ۲۰۱۵  | 3J5302   | 1.12                        |
| ۴۷             | ۳            | «یا در جهنم می بینمت یا در نیواورلئان» | مایکل گراسمن   | دکلان دی بارا و میشل پردایس        | ۲۲ اکتبر ۲۰۱۵  | 3J5303   | 0.95                        |
| ۴۸             | ۴            | «قدمی در سمت وحشی»                     | مت هستینگز     | اشلی لایل و بارت نیکرسون           | ۲۹ اکتبر ۲۰۱۵  | 3J5304   | 1.07                        |
| ۴۹             | ۵            | «نامه مردتبردار»                       | مایکل الوویتس  | مایکل روسو و دیان ادمو-جان         | ۵ نوامبر ۲۰۱۵  | 3J5305   | 0.97                        |
| ۵۰             | ۶            | «اشتباه زیبا»                          | استیون دی پاول | کایل ارینگتون و کریستوفر هالیر     | ۱۲ نوامبر ۲۰۱۵ | 3J5306   | 0.98                        |
| ۵۱             | ۷            | «از سر سادگی»                          | بتانی رونی     | بو دی میو و میشل پردایس            | ۱۹ نوامبر ۲۰۱۵ | 3J5307   | 0.80                        |
| ۵۲             | ۸            | «دختر دیگر در نیواورلئان»              | کلی سایرس      | مایکل روسو و مایکل ناردوسی         | ۳ دسامبر ۲۰۱۵  | 3J5308   | 1.17                        |
| ۵۳             | ۹            | «ناجی»                                 | مت هستینگز     | کارینا ادلی مکنزی و دیان ادمو-جان  | ۱۰ دسامبر ۲۰۱۵ | 3J5309   | 0.97                        |
| ۵۴             | ۱۰           | «روحی درحاشیه میسیسیپی»                | مایکل گراسمن   | دکلان دی بارا                      | ۲۹ ژانویه ۲۰۱۶ | 3J5310   | 0.95                        |
| ۵۵             | ۱۱           | «با قلبی وحشی»                         | جان هیمز       | اشلی لایل و بارت نیکرسون           | ۵ فوریه ۲۰۱۶   | 3J5311   | ۰٫۹۲                        |
| ۵۶             | ۱۲           | «فرشتگان مرده»                         | درن جنت        | کایل ارینگتون و مایکل ناردوسی      | ۱۲ فوریه ۲۰۱۶  | 3J5312   | 0.80                        |
| ۵۷             | ۱۳           | «جعبه قلبی شکل»                        | کریس گریسمر    | میشل پردایس و کریستوفر هالیر       | ۱۹ فوریه ۲۰۱۶  | 3J5313   | 0.87                        |
| ۵۸             | ۱۴           | «تراموایی به نام شهوت»                 | مت هستینگز     | بو دی مایو و دیان ادمو-جان         | ۲۶ فوریه ۲۰۱۶  | 3J5314   | 1.07                        |
| ۵۹             | ۱۵           | «یک دوست قدیمی زنگ می‌زند»              | جفری هانت      | کارینا ادلی مکنزی و مایکل روسو     | ۴ مارس ۲۰۱۶    | 3J5315   | 0.90                        |
| ۶۰             | ۱۶           | «تنها با همه»                          | هنل کالپپر     | اشلی لایل و بارت نیکرسون           | ۱ آوریل ۲۰۱۶   | 3J5316   | 0.93                        |
| ۶۱             | ۱۷           | «پشت افق سیاه»                         | جوزف مورگان    | دکلان دی بارا و داین ادمو-جان      | ۸ آوریل ۲۰۱۶   | 3J5317   | 0.89                        |
| ۶۲             | ۱۸           | «شیطان به اینجا می آید و آه می کشد»    | جسی وارن       | کایل ارینگتون و میچل پردایس        | ۱۵ آوریل ۲۰۱۶  | 3J5318   | 0.86                        |
| ۶۳             | ۱۹           | «بدون دل شکستگی»                       | میلیسنت شلتون  | سلست وسکوز و مایکل ناردوسی         | ۲۹ آوریل ۲۰۱۶  | 3J5319   | 0.93                        |
| ۶۴             | ۲۰           | «جایی که هیچ چیز مدفون نمی‌ماند»        | جان هیامز      | کارینا ادلی مکنزی و کریستوفر هولیر | ۶ مه ۲۰۱۶      | 3J5320   | 0.83                        |
| ۶۵             | ۲۱           | «آن ها را به جهنم بفرست، بچه»          | جفری هانت      | اشلی لایل و بارت نیکرسون           | ۱۳ مه ۲۰۱۶     | 3J5321   | 0.79                        |
| ۶۶             | ۲۲           | «تاج خونین»                            | مت هستینگز     | بو دیمایو و دایان ادمو-جان         | ۲۰ مه ۲۰۱۶     | 3J5322   | 0.85                        |

پس از مدتی لوشن با استفاده از قدرت وینسنت و خون فریا سرمی تهیه می کند که باعث قدرت بیشتری از اصیل ها می شود این سرم باعث می شود گاز لوشن کشنده شود وقتی که الایژا و فین برای نجات فریا رفته بودند فین توسط لوشن گاز گرفته می شود و می میرد و کمیل هم با گاز لوشن کشته می شود در اخر کلاوس لوشن را میکشد